# 해남 이유길 유허비
해남 이유길 유허비는 대한민국 전라남도 해남군 삼산면에 있다. 2000년 10월 13일 해남군의 향토문화유산 제1호로 지정되었다.

## 개요
삼산면 충리에 위치한 이 비각은 조선 중기 인물인 이유길(1576~1619)이 임란시 명량대첩에서 싸운 공과 1619년 건주(建州)출병을 기념하기 위해 이유길의 출생지인 삼산면 충리에 세운 것이다. 비를 보호하기 위한 비각과 삼문이 설치되어 있으며 비각은 정면 1칸, 측면 1칸 규모의 맞배지붕이다. 유허비는 높이 250cm,폭 84cm로 화강암의 재질로 되어 있으며, 비 전면에 “皇明深河殉節 本朝贈領議政兼世子師 忠毅公李先生遺墟碑”라 명기되어 있다. 비는 고종 30년(1893)에 건립되었으며 당시 전라병마절도사 이정규(李廷珪)가 비문을 쓰고, 송시열의 9세손이자 경영관·서연관·서강원자의를 겸한 송병선(宋秉璿)이 찬하였다. 이유길은 17세에 임란을 만나 부친 선경이 병환중인 부친을 모시다가 적병에 의해 목숨을 잃게 되자 복수를 결심하고 17세의 어린 나이로 이순신의 막하에 들어가 명량대첩에서 활약하였다. 이에 선조는 공의 기상을 장하게 여겨 9품직을 제수하면서 충효라는 2자를 내렸다. 그 후 명나라가 후금을 토벌할 때 조정에 출병을 요청하여 건주출병이 결정되자 강홍립과 함께 출병하여 이 전투에 참전하였다.